# 369423 Quintegr'al
369423 Quintegr'al è un asteroide della fascia principale. Scoperto nel 2006, presenta un'orbita caratterizzata da un semiasse maggiore pari a 2,9544965 au e da un'eccentricità di 0,0614649, inclinata di 0,94054° rispetto all'eclittica.
L'asteroide è dedicato all'omonimo quintetto di ottoni francese.